# Diamantbeurs
Een diamantbeurs is de plaats waar diamant verhandeld wordt. Daarbij hoeft de diamant niet materieel aanwezig te zijn om verhandeld te kunnen worden. Het gaat hierbij zowel om ruwe als om bewerkte diamant. Antwerpen telt als enige diamantstad vier diamantbeurzen. Het zijn streng beveiligde gebouwen die alleen toegankelijk zijn voor leden. Onder meer in de Antwerpse stationsbuurt en in Amsterdam zijn er diamantbeurzen.